# 粗頜福氏躄魚
粗頜福氏躄魚是輻鰭魚綱鮟鱇目躄魚亞目躄魚科的其中一種，為亞熱帶海水魚，分布於東太平洋區，從美國加利福尼亞州南部聖卡塔利娜島至秘魯海域，棲息深度0-300公尺，體長可達33公分，棲息在沙泥沉積的岩礁區、潮間帶，肉食性，以甲殼類、魚類等為食，生活習性不明。

## 扩展阅读
維基物種上的相關：粗頜福氏躄魚